# Relations entre le Bangladesh et le Qatar
Les relations entre le Bangladesh et le Qatar sont les relations bilatérales de la république populaire du Bangladesh et de l'État du Qatar.

## Histoire
Le Bangladesh a une ambassade à Doha, la capitale du Qatar. Le Bangladesh et le Qatar sont convenus de renforcer leurs liens en matière de défense, soulignant la nécessité de visites fréquentes des responsables de la défense pour renforcer la coopération militaire. Qatar Charity possède des écoles, des orphelinats et des centres de formation, ainsi qu'un un complexe multiservices à Dacca. Ce complexe de quatre étages comprend une mosquée et une maison pour environ quatre cents enfants orphelins. En 2014, l'Association des femmes du Bangladesh-Qatar a été créée à Doha.Elle a été qualifiée d'organisation sociale à but non lucratif, apolitique et bénévole visant à promouvoir des intérêts sociaux, culturels et caritatifs. Le ministre des affaires étrangères du Bangladesh, Abul Hassan Mahmood Ali (en), s'est rendu au Qatar en 2016 pour discuter du commerce et des liens bilatéraux. Il s'y est entretenu avec le conseiller de l'Amiri Diwan (palais princier du Qatar) de l'État du Qatar, le Dr Hamad Bin Abdulaziz Al-Kawari.

## Relations économiques
Le Bangladesh a signé un accord en novembre 2013 pour importer du gaz naturel liquéfié (GNL) du Qatar, les négociations remontant à 2010,. Le Bangladesh a exporté des marchandises d'une valeur de 1,8 million de dollars en 2013. Le journal bangladais Prothom Alo a commencé à publier son journal au Qatar en octobre 2014, le premier quotidien bangladais à être publié à l'extérieur du pays. En juin 2017, le Bangladesh a signé un accord avec la société qatarie RasGas pour recevoir 2,5 millions de tonnes de GNL par an pendant les quinze années suivantes. Les expéditions devraient commencer en 2018.
En 2015, le plus grand groupe de travailleurs migrants du Bangladesh s'est rendu au Qatar. Environ 123 000 expatriés bangladais travaillaient au Qatar en 2015, principalement dans le secteur de la construction.